# Grand Prix de Denain 2024
Il Grand Prix de Denain 2024, sessantacinquesima edizione della corsa, valevole come tredicesima prova dell'UCI ProSeries 2024 categoria 1.Pro e come seconda prova della Coppa di Francia, si svolse il 14 marzo 2024 per un percorso di 194,7 km, con partenza e arrivo da Denain, in Francia. La vittoria fu appannaggio del tedesco Jannik Steimle, il quale completò il percorso in 4h40'31", alla media di 41,965 km/h, precedendo i belgi Cériel Desal e Dries Van Gestel.
Sul traguardo di Denain 87 ciclisti, dei 133 partiti dalla medesima località, portarono a termine la competizione.

## Squadre e corridori partecipanti
| N.    | Cod. | Squadra                         |
| ----- | ---- | ------------------------------- |
| 1-7   | UAD  | UAE Team Emirates               |
| 11-17 | SOQ  | Soudal Quick-Step               |
| 21-26 | JAY  | Team Jayco AlUla                |
| 31-37 | ADC  | Alpecin-Deceuninck              |
| 41-47 | ARK  | Arkéa-B&B Hotels                |
| 51-57 | COF  | Cofidis                         |
| 61-67 | DAT  | Decathlon AG2R La Mondiale Team |
| 71-77 | GFC  | Groupama-FDJ                    |
| 81-87 | IWA  | Intermarché-Wanty               |
| 91-97 | BWB  | Bingoal WB                      |

| N.      | Cod. | Squadra                    |
| ------- | ---- | -------------------------- |
| 101-107 | EUS  | Euskaltel-Euskadi          |
| 111-117 | LTD  | Lotto Dstny                |
| 121-127 | Q36  | Q36.5 Pro Cycling Team     |
| 131-137 | TDT  | TDT-Unibet                 |
| 141-147 | TFB  | Team Flanders-Baloise      |
| 151-157 | TEN  | TotalEnergies              |
| 161-167 | UCN  | CIC U Nantes Atlantique    |
| 171-177 | NMC  | Nice Métropole Côte d'Azur |
| 181-187 | AUB  | St Michel-Mavic-Auber93    |
| 191-197 | VRR  | Van Rysel-Roubaix          |

## Ordine d'arrivo (Top 10)
| Pos. | Corridore        | Squadra       | Tempo    |
| ---- | ---------------- | ------------- | -------- |
| 1    | Jannik Steimle   | Q36.5         | 4h40'31" |
| 2    | Cériel Desal     | Bingoal       | s.t.     |
| 3    | Dries Van Gestel | TotalEnergies | a 11"    |
| 4    | Arnaud De Lie    | Lotto         | s.t.     |
| 5    | Hugo Page        | Intermarché   | s.t.     |
| 6    | Maxime Jarnet    | Van Rysel     | a 13"    |
| 7    | Brent Van Moer   | Lotto         | a 15"    |
| 8    | Aimé De Gendt    | Cofidis       | a 1'06"  |
| 9    | Simon Dehairs    | Alpecin       | a 1'09"  |
| 10   | Amaury Capiot    | Arkéa         | s.t.     |